# تری ریورز (تگزاس)
تری ریورز، تگزاس (به انگلیسی: Three Rivers, Texas) یک شهر در ایالات متحده آمریکا با جمعیت ۱٬۸۷۸ نفر است که در تگزاس واقع شده‌است.

## موقعیت جغرافیایی
موقعیت جغرافیایی شهرها و مناطق اطراف به شرح زیر است: